# Mission Hills (California)
Mission Hills es un lugar designado por el censo ubicado en el condado de Santa Bárbara en el estado estadounidense de California. En el año 2000 tenía una población de 3.142 habitantes y una densidad poblacional de 981.9 personas por km².

## Geografía
Mission Hills se encuentra ubicado en las coordenadas 34°41′21″N 120°26′10″O / 34.68917, -120.43611. Según la Oficina del Censo, la ciudad tiene un área total de 3,2 km² (1,2 mi²), de la cual 3,2 km² (1,2 mi²) es tierra y 0 km² (0 mi²) 0.00% es agua.

## Demografía
Los ingresos medios por hogar en la localidad eran de $57,000, y los ingresos medios por familia eran $60,382. Los hombres tenían unos ingresos medios de $44,464 frente a los $30,733 para las mujeres. La renta per cápita para la localidad era de $22,769. Alrededor del 4.8% de la población estaban por debajo del umbral de pobreza.